# بايرلي (صمصاد)
بايرلي (بالتركية: Bayırlı)‏ هي قرية كرديّة تتبع إداريّاً لمديرية صمصاد في محافظة أديامان التركية، بلغ عدد سكانها 85 نسمة في عام 2021.